# Sitosterol
El β-Sitosterol és un compost del grup dels fitoesterols, que són els esterols que hom troben de forma natural en les plantes. La seva estructura química s'assembla a la del colesterol. Sovinteja molt en el regne vegetal on compleixen la funció de mantenir l'estructura i el funcionament de les membranes cel·lulars.
Els principals esterols són el β-Sitosterol, el campestrol i l'estigmasterol, que poden ser en forma lliure o bé esterificats amb altres composts com ara els àcids grassos.

## Importància biomèdica
Existeix una malaltia humana, la sitosterolèmia que es caracteritza per una elevació en el nivell sanguini de β-sitosterol.
D'altra banda, s'ha utilitzat aquesta substància per a l'alleugeriment dels símptomes derivats de la hiperplàsia benigna de pròstata amb bons resultats,però cal tenir en compte que diverses malalties de la pròstata, algunes greus com el càncer de pròstata, poden produir símptomes similars, per la qual cosa és convenient consultar amb el metge abans de realitzar qualsevol tractament.
El β-Sitosterol s'està estudiant pel seu potencial de regular nivells de colesterol en la sang.